# Три Паньки хазяйнують
«Три Паньки ́хазяйнують» — український анімаційний фільм студії «Київнаукфільм», знятий у 1990, як із серії «Три Паньки».

## Сюжет
Продовження комічних пригод з героями попередніх випусків серії мультфільмів про дивних друзів «Паньків».

## Творча група
- Автор сценарію — Михайло Татарський
- Кінорежисер — Єфрем Пружанський
- Художник-постановник — І. Дівішек
- Композитор — Олександр Осадчий
- Художники-мультиплікатори — Ніна Чурилова, Людмила Ткачикова, І. Бородаєва, Володимир Врублевський, Єфрем Пружанський, В. Віленко, Михайло Яремко
- Кінооператор — Анатолій Гаврилов
- Асистенти — Р. Лумельська, Н. Котюжан, О. Перекладова, С. Ігнатенко, В. Боженок
- Звукорежисер — Ігор Погон
- Текст читає — Анатолій Паламаренко
- Монтажер — Олег Педан
- Редактор — Євген Назаренко
- Директор знімальної групи — Іван Мазепа